# Рамазанов, Шамиль Агасаф оглы
Шамиль Агасаф оглы Рамазанов (азерб. Şamil Ağasəf oğlu Ramazanov; 19 января 1976 — 17 марта 1995) — военнослужащий Вооружённых сил Азербайджана, Национальный Герой Азербайджана (1995).

## Биография
Родился Шамиль Рамазанов 19 января 1976 года в селе Рахимли, Ахсуйского района, Азербайджанской ССР. С 1983 по 1993 годы проходил обучение в сельской средней школе. После окончания средней школы в 1993 году, год работал в сельском хозяйстве. 19 марта 1994 года Ахсуйским районным военным комиссариатом был призван на действительную военную службу. Проходил обучение военному делу в городе Гяндже в воинской части № 777. Шамиль очень быстро овладел навыками военнослужащего, научился пользоваться всеми видами оружия.
13-17 марта 1995 год принимал участие в подавлении и нейтрализации незаконных формирований, бывших членов отряда полиции особого назначения, действующих с целью Государственного переворота в Азербайджанской Республики. В ходе противостояния с мятежниками в городе Баку 17 марта, во время интенсивной перестрелки, получил смертельные ранения, в результате которых погиб.
Женат не был.

## Память
Указом Президента Азербайджанской Республики № 307 от 4 апреля 1995 года Шамилю Агасаф оглы Рамазанову было присвоено звание Национального Героя Азербайджана (посмертно).
Похоронен в родном селе Рахимли Ахсуйского района Республики Азербайджан.
Центральный кинотеатр Ахсуйского района носит именем Национального Героя Азербайджана.